# Wilhelm Wittenbruch
Wilhelm Wittenbruch (* 18. August 1936 in Solingen; † 28. Oktober 2024 in Steinfurt) war ein deutscher Pädagoge und Professor für Erziehungswissenschaft an der Westfälischen Wilhelms-Universität Münster.

## Leben
Wilhelm Wittenbruch legte 1956 das Abitur am Gymnasium Schwertstraße in Solingen ab.
Nach seinem Studium an der Pädagogischen Akademie Köln arbeitete er zunächst zehn Jahre im Schuldienst an Grund- und weiterführenden Schulen. Ein Zweitstudium an der Universität zu Köln beendete er 1971 mit einer Promotion bei Clemens Menze über die Pädagogik Wilhelm Reins. Wittenbruch war sowohl als wissenschaftlicher Assistent als auch als wissenschaftlicher Rat und Professor an der Gesamthochschule Duisburg tätig. Im Jahre 1976 wurde er zum ordentlichen Professor an der Pädagogischen Hochschule Westfalen-Lippe, Abteilung Münster, heute Universität Münster – Institut für Erziehungswissenschaften – berufen. Ab 2001 gehörte er dem Institut als Emeritus an.
Wilhelm Wittenbruch war verheiratet und hatte drei Kinder.

## Forschungsschwerpunkte
Wittenbruchs Arbeitsgebiet war vor allem die Pädagogik der Schule, in welchem er auch seine wichtigsten Veröffentlichungen verfasste. Sie beschäftigen sich mit der Geschichte der Schule, der Theorie und Praxis des Schullebens, der Lehrerbildung, der Theorie und Praxis von Schulen in freier Trägerschaft sowie der wissenschaftlichen Begleitung von Schulen. Weitere Forschungsschwerpunkte liegen in der Grundschulpädagogik und in der Europäischen Dimension von Lehrplänen und Unterricht. Zu diesen Bereichen sind, neben seinen Buchveröffentlichungen, zahlreiche Aufsätze und Rezensionen, u. a. in den Zeitschriften „Pädagogische Rundschau“, „Engagement“ und „Katholische Bildung“ sowie in der Vierteljahrsschrift für wissenschaftliche Pädagogik, von ihm erschienen. Zusammen mit Rudolf Biermann und Stephanie Hellekamps gab er die Reihe „Studien zur Pädagogik der Schule“ mit über 38 Bänden heraus.

## Schriften (Auswahl)
- Die Pädagogik Wilhelm Reins. Eine Untersuchung zum Spätherbartianismus. Ratingen 1971.
- In der Schule leben. Theorie und Praxis des Schullebens. Kohlhammer, Stuttgart 1980, ISBN 3-17-005573-9.
- Das pädagogische Profil der Grundschule. Impulse für die Weiterentwicklung der Grundschule. Unter Mitarbeit von Dietrich Benner, 3., erweiterte Auflage. Agentur Dieck, Heinsberg 1995, ISBN 3-88852-120-3.
- mit Norbert Vorsmann: Schulen auf Europa-Kurs. Berichte – Schulporträts – Untersuchungen zum Europa-Profil von Gymnasien in freier Trägerschaft (EPG). Klinkhardt, Bad Heilbrunn 1997, ISBN 3-7815-0913-3.
- Europa – eine neue Lektion für die Schule? Münstersche Gespräche zu Themen der wissenschaftlichen Pädagogik. Aschendorff, Münster 1999, ISBN 3-402-04727-6.
- mit Markus Brenk und Annette Drees: „Fördern“ und „Auslesen“. Texte und Dokumente aus acht Jahrzehnten zur Konfliktstruktur der Grundschule. Dieck, Heinsberg 2000, ISBN 3-89803-340-6.
- mit Alice Lennartz: Zeit zu handeln: Grundschulentwicklung voranbringen! Das Reformprojekt: Mosaik-Schule Münster; was ein Kollegium im Dialog mit der Hochschule leisten kann; Berichte aus der Praxis, Untersuchungen und Impulse für eine Neugestaltung von Schule. Dieck, Heinsberg 2003, ISBN 3-89803-341-4.
- Vertrauen in Schule. Grundriss und Perspektiven der Katholischen Schule. Aschendorff, Münster 2005, ISBN 3-402-00405-4.
- mit Stephanie Hellekamps und Wilfried Plöger: Schule (= Handbuch der Erziehungswissenschaft. Band 2, 1/2). Schöningh, Paderborn 2009, ISBN 978-3-506-76496-6.